# 경루
경루(更漏)는 조선에 의해 제작된 최초의 물시계(漏刻)이다. 이것은 여말(麗末)에 사용되던 것과 같은 형식인 부루(浮漏)였을 것이며 1316년 원나라 광둥(廣東)에서 제작된 것으로 알려진 두자성(杜子盛)과 세운행(洗運行) 물시계와 같은 유형이었으리라 생각된다. 파루당종법(罷漏撞鐘法)은 초경(初更)에는 28수(宿)의 수(數)에 따라 28회 울렸고 5경(更)에는 33천(天)에 따라 33회 울렸는데 전자를 인정(人定, 인경)이라 하여 성문(城門)을 닫았고 후자를 파루(罷漏, 바래)라 하여 성문을 열었다. 1424년 (세종 6년) 5월에는 경복궁(景福宮)에 동제(銅製)의 누각(漏刻, 更點－器)을 중국의 체제를 참고하여 주조하였다.

## 같이 보기
- 물시계